# Cerastium cephalanthum
Cerastium cephalanthum là loài thực vật có hoa thuộc họ Cẩm chướng. Loài này được S.F.Blake mô tả khoa học đầu tiên năm 1924.